# Fernando Suárez González
Fernando Suárez González (n. 10 august 1933, León, Castilia și León, Spania – d. 29 aprilie 2024, Madrid, Spania) a fost un om politic și jurist spaniol. Din 2021 până la moartea sa în 2024, a fost ultimul ministru în viață care a slujit în regimul lui Francisco Franco.
A fost raportorul Actului de Reformă Politică din 1976 care a permis eliminarea structurilor guvernamentale ale regimului Franco și a inițiat tranziția democratică.

## Biografie
Suárez s-a născut la 10 august 1933. A absolvit dreptul la Universitatea din Oviedo, apoi a terminat doctoratul la Universitatea din Bologna. A lucrat, printre altele, ca profesor universitar la Universitatea Complutense din Madrid, unde a devenit profesor de dreptul muncii. În 1969, s-a întors la Oviedo ca președinte, iar doi ani mai târziu ca decan. A activat și în administrația statului în perioada franchistă. În 1973 a devenit director general al Instituto Español de Emigración, o instituție care se ocupă de politica migrației. În 1975, în ultimul guvern condus de generalul Francisco Franco, Suárez a fost ministru al Muncii și al treilea viceprim-ministru.
După schimbările politice, Suárez a fost activ în Alianța Populară și apoi în Partidul Popular. În anii 1982–1986, a fost membru al Congresului Deputaților al doilea mandat. După aderarea Spaniei la Comunitatea Economică Europeană în 1986, și-a asumat mandatul de membru al Parlamentului European pentru al doilea mandat. A păstrat-o la alegerile generale din 1987 și 1989. A fost vicepreședinte al Comisiei pentru buget, vicepreședinte al Grupului pentru Democrație Europeană și membru al prezidiului Partidului Popular European.
Suárez și-a continuat activitatea academică la UNED. În 2007, a primit calitatea de membru în Real Academia de Ciencias Morales y Políticas.
În 2014, judecătorul argentinian María Romilda Servini a emis un ordin de arestare și extrădare împotriva mai multor foști miniștri ai dictaturii Franco. Suárez a fost inclus în ordinul pentru responsabilitatea s-a pentru pedeapsa cu moartea în ultimele cinci execuții ale dictaturii Franco în 1975. Cererea de extrădare a fost respinsă de Tribunalul Național spaniol pe motiv că termenul de prescripție a învinuirii împotriva s-a a expirat.
Suárez a murit la Madrid la 29 aprilie 2024, la vârsta. de 90 de ani.